# Іларіон (Іванов)
Митрополит Іларіон (в миру Іван Іванов; 1800, село Горні-Чукани, Османська імперія — 2 лютого 1884, Кюстендил) — єпископ Болгарської православної церкви, митрополит Кюстендильський, до 1872 року — єпископ Константинопольської православної церкви, митрополит Ловчанський. У лютому 1872 році обраний першим Екзархом Болгарським, проте не був затверджений Портою, через що змушений був покинути пост.

## Біографія
Народився в 1800 році в селі Горні-Чукани (в 1971 року увійшло в склад міста Елена). Рано залишив рідне місто і вступив до Кипіновського монастиря. Навчався тільки в монастирському училищі і все подальше життя прагнув до поповнення знань.
У 1852 році висвячений на єпископа з возведенням у сан митрополита Ловчанського, причиною цьому стало бажання ловчанців бачити у себе єпископом болгарина.
Критикувався за нерішучість і фанаріотство; особливо ж за те, що давав позики під високі відсотки і стягував великі штрафи і збори. Це призвело до того, що ловчанські купці заборонили священикам поминати його на службах і хотіли, щоб він покинув митрополичий будинок.
У 1860 році незабаром після примирення, досягнутого за посередництва каймакама і листа ловчанських купців Іларіону Макаріопольському в Константинополь, був визнаний священноначальником, але більше не виїжджав з єпархії.
31 січня 1860 року служив болгарською мовою в [[Видин]і]; ця подія висвітлювалась в газеті «България».
У 1871 році виїхав до Константинополя, залишивши митрополичим намісником в Ловечі диякона Паїсія, а після його вбивства — свещеноіконома Кристю Нікіфорова.
У тому ж році, будучи найстаршим за віком митрополитом, був обраний головою Першого церковно-народного собору.
У січні 1872 року Константинопольський Патріарх, не визнаючи проголошеного Болгарського екзархату, позбавив священного сану Іларіона разом з Панаретом Пловдивським і Іларіоном Макаріопольським. 21 січня 1872 року на вимогу Константинопольського патріархату вони були ув'язнені в Ізмірі, але 30 січня звільнені під тиском константинопольських болгар під проводом Петка Славейкова.
12 лютого 1872 року Синод Болгарської екзархату обрав Іларіона Ловчанського екзархом Болгарським.
Звинувачений в неспокої в Ловчанській єпархії і в зв'язку з діяльністю на Внутрішнью революційну організацію і Васила Левського. Подав у відставку через п'ять днів під натиском Високої Порти. Приводом для відходу став похилий вік і глухота. На позачерговому засіданні, який відбувся 16 лютого 1872 Синод обрав екзархом Відинського митрополита Анфима Чаликова, який був затверджений султаном.
У 1873 році був обраний Синодом Болгарського екзархату митрополитом Кюстендильським.
Брав участь як народний представник в Установчих зборах і прийнятті Тирновської конституції.
Помер 2 лютого 1884 року в Кюстенділі, похований в митрополичій церкві Успіння Пресвятої Богородиці.
21 травня 2005 року на дзвіниці церкви була відкрита його пам'ятна плита.
У Кюстендилі та Ловечі на честь митрополита Іларіона названі вулиці.